# 马来西亚—突尼斯关系
马来西亚－突尼斯关系（英語：Malaysia–Tunisia relations）是马来西亚与突尼斯之间的双边关系。两国自1969年以来签署了若干协议，并涉及许多部门，包括在1994年签署的签证协议和经济技术合作协议，其中还有几个草案正在谈判中。1992年11月24日，马来西亚首相马哈迪·莫哈末对突尼斯进行正式访问。1994年5月25日，突尼斯总理哈米德·卡鲁伊率领10人代表团对马来西亚进行为期三天的访问。